# لپو سومرا
لپو سومرا (استونیایی: Lepo Sumera; ۸ مهٔ ۱۹۵۰ – ۲ ژوئن ۲۰۰۰) آهنگساز اهل استونی بود. وی اولین وزیر فرهنگ پس از استقلال مجدد استونی بود.